# Carnaza Island
Carnaza Island ist eine Insel der Provinz Cebu auf den Philippinen. Sie liegt etwa 33,5 km vor der Nordküste der Insel Cebu und 128 km nördlich der Provinzhauptstadt Cebu City und ca. 17 km westlich der Insel Higatangan, in den Gewässern der östlichen Visayas-See. Die Insel hat eine Fläche von circa 1,68 km² und wird von der Stadtgemeinde Daanbantayan aus verwaltet. Bei der Volkszählung 2007 wurden exakt 2428 Einwohner registriert. Das gleichnamige Barangay Carnaza liegt auf der Insel, dieser setzt sich aus den Sitios Carnaza, Daanbaryo, Liog-liog, Pantao, Kandionisio und Linao zusammen.
Die Topographie der Insel ist von großen Küstenebenen und einer flachhügeligen Landschaft geprägt, die höchste Erhebung erreicht circa 55 Meter über dem Meeresspiegel. Die Küstenlinie wird beprägt von kleineren Lagunen, Sandstränden und Mangrovenwäldern. Sie wird teilweise von einer dichten Vegetation bedeckt, in dieser kann man auch seltene Vogelarten beobachten.
Eine regelmäßige Fährverbindung zur Insel besteht nicht. Im Hafen von Daanbantayan kann man Boote (incl. Besatzung) mieten oder auf eine Möglichkeit zum Übersetzen warten. Die Überfahrt dauert etwa drei bis vier Stunden.